# 濃厚
| ウィキペディアには「濃厚」という見出しの百科事典記事はありません（タイトルに「濃厚」を含むページの一覧/「濃厚」で始まるページの一覧）。 代わりにウィクショナリーのページ「濃厚」が役に立つかもしれません。 |